# DDR-Oberliga 1961/62
In 1961/62 werd het dertiende seizoen van de DDR-Oberliga gespeeld, de hoogste klasse van de DDR. ASK Vorwärts Berlin werd kampioen. De competitie duurde van 5 maart 1961 tot 3 juni 1962.

## Seizoensverloop
Nadat van 1955 tot 1960 het seizoen in één kalenderjaar afgewerkt werd besloot de bond om in 1961 het systeem opnieuw te wijzigen naar herfst-lente. Men had destijds het systeem gewijzigd naar Sovjet-voorbeeld omdat dit daar nodig was door de strenge winter. Omdat de winters in de DDR niet dusdanig streng waren en in het overgrote merendeel van Europa van de herfst tot de lente gevoetbald werd en dit ook overeenstemde met de opkomende Europese toernooien werd deze beslissing van 1955 teruggedraaid. 
In tegenstelling tot 1955 toen er één heenronde werd gespeeld als overgang werd het seizoen nu langer en troffen alle teams zich drie keer. De clubs speelden thuis en uit en de derde ontmoeting was op neutrale grond. De neutrale wedstrijden werden over het hele seizoen verdeeld en werden meestal afgewerkt in stadions van clubs die niet in de hoogste klasse speelden. 
Hoewel Vorwärts Berlin al twee speeldagen voor het einde zeker was van de titel, zag het er lange tijd niet naar uit dat de titel verlengd werd. Empor Rostock stond lange tijd aan de leiding en Berlin stond pas op de 33ste speeldag voor het eerst bovenaan. 
Motor Zwickau was opnieuw de beste BSG met een vijfde plaats. De tweede BSG uit de Oberliga, Lokomotive Stendal, eindigde op een degradatieplaats. Ook Einheit Dresden, dat al sinds 1950 in de Oberliga speelde degradeerde en slaagde er niet meer in terug te keren. 
Er kwamen 2.207.900 toeschouwers naar de 273 Oberligawedstrijden wat neerkomt op 8.088 per wedstrijd. Dit was het laagste gemiddelde voor de Oberliga tot dan toe en dit record zou pas in 1991 verbroken worden. Een verklaarbare reden was dat de derde wedstrijd tussen teams op neutraal veld in een kleiner stadion gespeeld werd.

### Eindstand
|     | Club                            | Wed | W  | G  | V  | Saldo | Ptn |
| --- | ------------------------------- | --- | -- | -- | -- | ----- | --- |
| 1.  | ASK Vorwärts Berlin (K)         | 39  | 21 | 8  | 10 | 69:49 | 50  |
| 2.  | SC Empor Rostock                | 39  | 20 | 7  | 12 | 70:43 | 47  |
| 3.  | SC Dynamo Berlin                | 39  | 18 | 9  | 12 | 72:64 | 45  |
| 4.  | SC Motor Jena (B)               | 39  | 15 | 13 | 11 | 77:60 | 43  |
| 5.  | BSG Motor Zwickau               | 39  | 16 | 9  | 14 | 59:66 | 41  |
| 6.  | SC Lokomotive Leipzig           | 39  | 15 | 10 | 14 | 67:57 | 40  |
| 7.  | SC Wismut Karl-Marx-Stadt*      | 39  | 13 | 14 | 12 | 60:48 | 38  |
| 8.  | SC Rotation Leipzig             | 39  | 11 | 16 | 12 | 57:57 | 38  |
| 9.  | SC Aufbau Magdeburg             | 39  | 16 | 5  | 18 | 59:63 | 37  |
| 10. | SC Turbine Erfurt (N)           | 39  | 13 | 9  | 17 | 66:69 | 35  |
| 11. | SC Chemie Halle                 | 39  | 11 | 12 | 16 | 53:66 | 34  |
| 12. | SC Aktivist Brieske-Senftenberg | 39  | 10 | 13 | 16 | 45:53 | 33  |
| 13. | SC Einheit Dresden              | 39  | 9  | 14 | 16 | 48:73 | 32  |
| 14. | BSG Lokomotive Stendal (N)      | 39  | 12 | 7  | 20 | 49:83 | 31  |

| (K) | Titelverdediger                                                      |
| (B) | Bekerwinnaar vorig seizoen                                           |
| (N) | Gepromoveerd                                                         |
| *   | Karl-Marx-Stadt kreeg aan het einde van het seizoen twee strafpunten |

## Topschutters
Er vielen 851 goals wat neerkomt op 3,12 per wedstrijd. De wedstrijden met de meeste doelpunten waren Dynamo Berlin-Aufbau Magdeburg (5:3) en Lok Leipzig-Turbine Erfurt (5:3). 
|    | Speler           | Club                  | Goals |
| -- | ---------------- | --------------------- | ----- |
| 1. | Arthur Bialas    | SC Empor Rostock      | 23    |
| 2. | Wolfgang Seifert | SC Turbine Erfurt     | 22    |
| 3. | Henning Frenzel  | SC Lokomotive Leipzig | 20    |
| 3. | Rainer Knobloch  | SC Turbine Erfurt     | 20    |
| 5. | Peter Ducke      | SC Motor Jena         | 19    |

## Europese wedstrijden
Europacup I
| Ronde | Team #1             | Tot.  | Team #2        | 1ste wed | 2de wed |
| ----- | ------------------- | ----- | -------------- | -------- | ------- |
| Q     | ASK Vorwärts Berlin | 0 - 4 | AS Dukla Praag | 0 - 3    | 0 - 1   |

Europacup II
| Ronde | Team #1     | Tot.  | Team #2         | 1ste wed | 2de wed |
| ----- | ----------- | ----- | --------------- | -------- | ------- |
| 1R    | OFK Beograd | 5 - 3 | SC Chemie Halle | 2 - 0    | 3 - 3   |

Jaarbeursstedenbeker
| Ronde | Team #1           | Tot.  | Team #2    | 1ste wed | 2de wed | 3de wed |
| ----- | ----------------- | ----- | ---------- | -------- | ------- | ------- |
| 1R    | FK Vojvodina      | 1 - 2 | Leipzig XI | 1 - 0    | 0 - 2   | -       |
| 2R    | Petrolul Ploiesti | 2 - 1 | Leipzig XI | 1 - 0    | 0 - 1   | 1 - 0   |